# Julia Carta
Julia Casu Masia Porcu, más conocida como Julia Carta (Mores, 1561 – XVII), fue una curandera italiana que fue investigada y condenada por el Tribunal del Santo Oficio de Cerdeña. Su proceso judicial, que duró una década, es uno de los más importantes y detallados de la historia de la Inquisición española en Cerdeña.

## Biografía
La información que nos llega sobre Julia Carta se debe a los detallados documentos procesales conservados en el Archivo Histórico Nacional. Nació en Mores alrededor de 1561, y era hija de Salvador Casu, albañil, y Giorgia de Ruda Porcu Sini. De la información relativa al proceso se desprende que creció en condiciones de pobreza y analfabetismo, aprendiendo de su madre las actividades típicamente femeninas de "coser, hilar y texer" y asistiendo a la iglesia (solía oyr misa, confesar y comulgar). Aprendió sus conocimientos mágicos de tres personajes fundamentales en su educación: su abuela materna, Juana Porcu, Thomayna Sanna y una gitana. De estas tres mujeres aprendió el arte de fabricar amuletos (sas pungas), preparar ungüentos curativos y técnicas mágicas de diagnóstico, basadas en la observación de las llamas. A los 25 años se trasladó a Siligo debido a su matrimonio con el viudo Costantino Nuvole, con quien tuvo siete embarazos, pero sólo le sobrevivió un hijo, Juan Antonio.
Fue llevada a la Inquisición por la denuncia de una muchacha de Siligo, Bárbara De Sogos, que contó al párroco del pueblo, Baltasar Serra Manca, que la había oído expresar ideas y creencias particulares sobre el sacramento de la confesión. Según éstos, para Carta los pecados de hecizerìa no deben ser confesados al sacerdote, ya que bastaría con confesarlos en un agujero en el suelo delante del altar de la iglesia o en casa debajo de la sábana. Se inició una primera investigación el 19 de septiembre de 1596 y, el 25 del mismo mes, se escucharon a los primeros testigos: Domenica Carta Oggiano, Giacomina Enna y Giacomina Zidda. Estos acusaron a Carta de brujería, de lanzar maldiciones y hechizos y de realizar prácticas curativas utilizando ungüentos mágicos y amuletos.

## El arresto y los dos juicios
El 18 de octubre de 1596 fue detenida en Mores, en la casa de sus padres, donde estaba escondida temporalmente. Después fue trasladada a las cárceles del Santo Oficio, en el Castillo Aragonés de Sácer, donde empezó su proceso: dos juicios que abarcan desde otoño del año 1596 a 1606. El inicio del proceso está constituido por las tres moniciones rituales, en las que Carta estaba invitada a confesarse. Durante la primera fase del juicio, Carta negó cualquier acusación, por lo que el Consejo de Fe decidió someterla a tortura el 22 de abril de 1597. La persistencia de su actitud provocó la suspensión de la tortura, pero el punto de inflexión del juicio se produjo en agosto, cuando Carta confesó haber realizado algunas prácticas mágicas y haber tenido contacto con el diablo. El 6 de octubre del mismo año, el inquisidor Pedro de Axpe dictó sentencia declarándola culpable de herejía y, diez días después, Carta hizo una retractación pública en la Iglesia de Santa Catalina de Sácer, en sardo y con el sambenito.
Durante los siete años siguientes, Carta se instaló en Siligo, y el 8 de julio de 1604 se emitió una nueva orden de arresto que se produjo tres días después. Una treintena de audiencias se siguieron hasta el 12 de febrero de 1605, cuando Carta fue declarada hereje formal, apóstata de la fe e idólatra del diablo. La documentación del juicio no permite establecer cuál fue la sentencia definitiva, pero según otras fuentes Carta se libró de la hoguera y fue condenada a llevar el sambenito durante el resto de su vida.
Se desconoce la fecha y el lugar de la muerte.